# Gare de Glion
La gare de Glion est une gare ferroviaire située sur le territoire de la localité de Glion, appartenant à la commune suisse de Montreux, dans le canton de Vaud.

## Situation ferroviaire
Établie à 688,85 mètres d'altitude, la gare de Glion est située au point kilométrique 2,73 de la ligne Montreux-Glion-Rochers de Naye, au point de séparation entre la première ligne construite entre Glion et Rochers-de-Naye et la seconde ligne construite a posteriori entre Glion et Montreux. Elle est située entre les gares de Valmont (en direction de Montreux) et de Glion-Alpes (en direction des Rochers-de-Naye).
Elle est dotée de trois voies et de trois quais. En service nominal, seule une seule voie est desservie par les trains de voyageurs. On y trouve également deux voies de service où stationnent régulièrement des véhicules de service ou de déneigement.

## Histoire
Le funiculaire Territet – Glion est le premier transport public à avoir desservi Glion, dès 1883. La ligne de Glion aux Rochers-de-Naye ouvre neuf ans plus tard, et avec elle la gare ferroviaire de Glion. Enfin, la section de Montreux à Glion est inaugurée le 7 avril 1909, ce qui explique que le comptage des points kilométriques soit distinct entre les deux sections. L'ensemble de la ligne a été électrifiée en 1938.

## Service des voyageurs

### Accueil
Gare des MVR, elle est dotée d'une marquise protégeant les voyageurs durant leur attente. Un totem affichant les horaires théoriques de passage des trains est présent à proximité du quai. Un distributeur automatique de titres de transport est également présent à proximité de l'arrivée du funiculaire Territet – Glion. La gare n'est pas accessible aux personnes à mobilité réduite.

### Desserte
La gare de Glion est desservie une fois par heure et par sens par des trains Regio reliant la gare de Montreux à Haut-de-Caux ou à la gare des Rochers-de-Naye. Certains trains de début ou de fin de journée sont limités à Haut-de-Caux.

### Intermodalité
La gare de Glion est en correspondance directe avec le funiculaire Territet – Glion en gare amont de celui-ci, gare parfaitement intégrée au bâtiment abritant le buffet de la Gare.